# Flögeln
 (décembre 2023).
Si vous disposez d'ouvrages ou d'articles de référence ou si vous connaissez des sites web de qualité traitant du thème abordé ici, merci de compléter l'article en donnant les références utiles à sa vérifiabilité et en les liant à la section « Notes et références ».
Flögeln est un quartier de la commune allemande de Geestland, dans l'arrondissement de Cuxhaven, Land de Basse-Saxe.

## Géographie
Flögeln se situe au bord du lac.

## Histoire

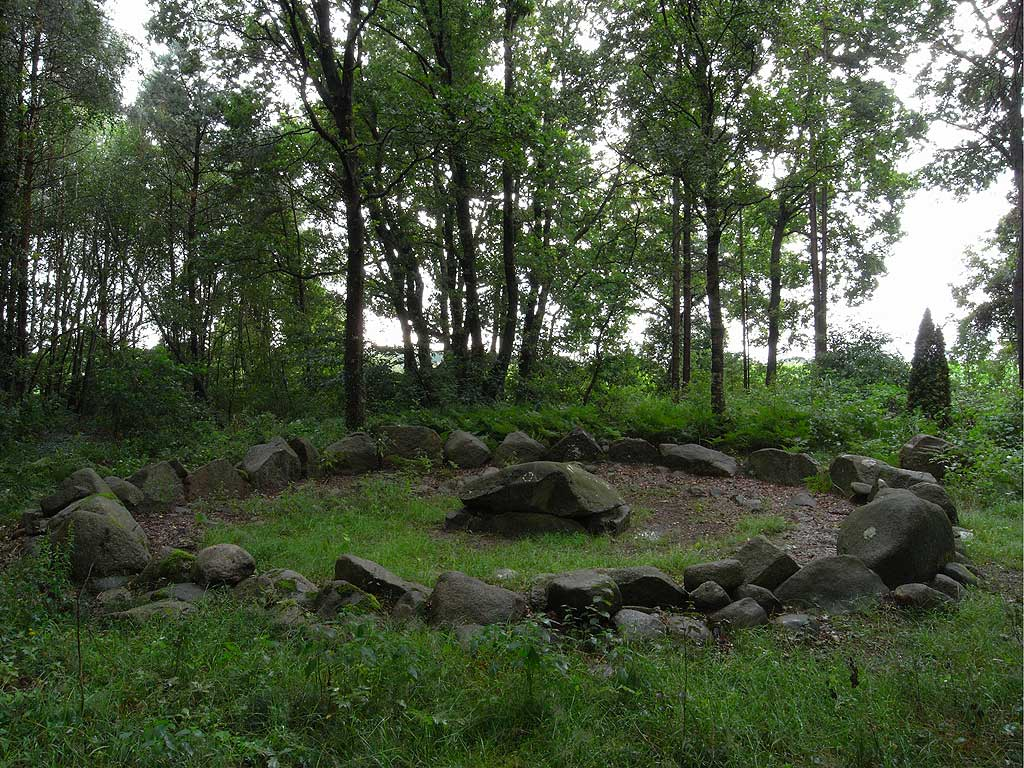
Tombeau en ciste néolithique

Un tombeau en ciste datant du néolithique est situé près du village et est excavée.
Flögeln est mentionné pour la première fois en 1204 sous le nom de Vlogeling.
En janvier 2015, Flögeln, comme les communes de la Samtgemeinde Bederkesa, fusionnent avec la ville de Langen pour former la commune de Geestland.

## Source, notes et références
- (de) Cet article est partiellement ou en totalité issu de l’article de Wikipédia en allemand intitulé « Flögeln » (voir la liste des auteurs).